# Osiedle bogów
Osiedle bogów (fr. Le Domaine des Dieux) – siedemnasty tom o przygodach Gala Asteriksa. Jego autorami są René Goscinny (scenariusz) i Albert Uderzo (rysunki).
Komiks po raz pierwszy wydano w 1971 r. Pierwsze polskie tłumaczenie (autorstwa Jolanty Sztuczyńskiej) pochodzi z 1994 r.

## Fabuła
Juliusz Cezar ma kolejny plan rozprawienia się z wioską nieugiętych Galów. Chce ściąć las otaczający osadę i otoczyć ją budynkami zamieszkałymi przez Rzymian. Galowie byliby wówczas skazani na przystosowanie się do rzymskiego stylu życia.
Realizacja planu zostaje powierzona architektowi Ekierusowi, który wraz z grupą niewolników wyrusza do Armoryki, by nadzorować budowę Osiedla Bogów.
Galowie, dowiedziawszy się o planach Rzymian, początkowo próbują utrudniać ich realizację. Gdy jednak Panoramiks zdaje sobie sprawę, że odbywa się to ze szkodą dla niewolników, decydują się na zmianę podejścia.
Ukończenie pierwszego budynku osiedla sprawia, że na miejsce sprowadzają się pierwsi Rzymianie. Ich obecność wywołuje konflikt w osadzie Galów: część nie życzy sobie nowych przybyszów, a część wita ich gościnnie, widząc okazję do zarobku.
W tej sytuacji Panoramiks wspólnie z Asteriksem wpadają na nowy plan. Zachęcają barda osady, Kakofoniksa, do zamieszkania w osiedlu, licząc na to, że próby wokalne skłonią Rzymian do opuszczenia budynku. Obeliks ma z kolei udawać szaleńca, straszącego Rzymian.